# Basildon (district)
Basildon is een Engels district in het shire-graafschap (non-metropolitan county OF county) Essex en telt 186.000 inwoners. De oppervlakte bedraagt 110 km². Hoofdplaats is Basildon.
Van de bevolking is 14,7% ouder dan 65 jaar. De werkloosheid bedraagt 3,1% van de beroepsbevolking (cijfers volkstelling 2001).

## Plaatsen in district Basildon
- Basildon
- Pitsea
- Wickford

## Civil parishesin district Basildon
Billericay, Bowers Gifford and North Benfleet, Great Burstead and South Green, Little Burstead, Noak Bridge, Ramsden Bellhouse, Ramsden Crays, Shotgate.